# Iudila
Iudila ou Judila est un noble wisigoth d'Hispanie de la première moitié du VIIe siècle, proclamé roi dans les années 631-633, et opposé au roi Sisenand.

## Biographie
Dans le sud du royaume wisigothique, il se rebelle contre l'autorité du roi Sisenand qui vient de renverser le roi Swinthila (avec qui Iudila est peut-être lié) et s'auto-proclame (ou est proclamé) roi, probablement soutenu par un certain nombre de nobles. Frappant monnaie, signe de pouvoir, deux pièces de monnaie à son effigie, des tremissis, ont en effet été retrouvées, l'une à Mérida (Emerita Augusta) et l'autre à Grenade (Eliberri) : sur la pièce de Mérida figure l'inscription « IVDILA REX », tandis que sur celle de Grenade, « IVDIL.A REX », signes incontestables que Iudila fut un roitelet soutenu par une partie de la noblesse et/ou de la population, et régnant sur une partie du royaume hispano-wisigothique entre 631 et 633, probablement en Lusitanie et/ou en Bétique.
En décembre 633, au IVe concile de Tolède, il est excommunié et privé de ses biens. Il sort de l'histoire à ce moment. Il est probablement éliminé (exécuté, emprisonné, banni ?) à l'instigation de Sisenand, reprenant le contrôle de son royaume.
Selon certains historiens, Iudila était un juif, nommé Juda, et surnommé Judila (« Petit Juda ») par les Goths, qui s'était révolté contre le roi Sisenand.
Il a été identifié à Geila, frère de Swinthila.